# Bunyavirales
Die Bunyaviren galten ursprünglich als Familie Bunyaviridae, später als Ordnung Bunyavirales. Am 30. April 2024 hat das ICTV von diesen die neue Ordnung Hareavirales (u. a. mit den Arenaviridae) ausgegliedert und die Ordnung mit dem Restbestand in Elliovirales umbenannt.
Sie umfassen behüllte Viren mit einer einzelsträngigen, segmentierten RNA als Genom. Die RNA-Segmente sind vorwiegend negativer Polarität, z. T. jedoch auch ambisense RNA.
Die ersten Vertreter dieser Viren wurden in dem Ort Bunyamwera (Uganda) isoliert, von dem sich der Name der früheren Familie bzw. Ordnung ableitet.

## Beschreibung

### Morphologie

Schemazeichnung eines Virions der Gattung Orthobunyavirus

Die Partikel dieser Viren haben eine runde bis unregelmäßige Gestalt und sind je nach Gattung 80–120 nm groß. In die Virushülle sind zwei 5–10 nm lange Glykoprotein-Spikes (Virusproteine Gn und Gc) eingelagert. Das Kapsid (ein Ribonukleokapsid) ist 2 bis 2,5 nm dick und je nach Länge des RNA-Stranges 200–3000 nm lang und von helikaler Symmetrie.

### Genom

Genomkarte der Gattung Orthobunyavirus

Das virale Genom besteht aus je einem Molekül von drei einzelsträngigen RNAs mit negativer oder gemischter (d. h. ambisense, +/-) Polarität. Sie werden als L (large), M (medium) und S (small) bezeichnet. Die Enden der einzelnen RNA-Segmente sind jeweils komplementär, so dass sie sich zu drei nicht-kovalent geschlossenen Ringen (mit ringförmigen Kapsiden) schließen. Die Sequenz dieser terminalen RNA-Abschnitte sind innerhalb einer Gattung hoch konserviert. Durch die Segmentierung des Genoms ist ähnlich wie bei den Orthomyxoviridae (z. B. Influenzaviren) ein genetisches Reassortment (Reassortierung) möglich, was bereits bei einigen Spezies in vitro und in vivo gezeigt werden konnte.

### Proteom
Alle diese Viren besitzen vier Strukturproteine: die zwei Hüllproteine Gc und Gn (codiert auf dem M-Segment), dem Nukleokapsidprotein N (auf dem S-Segment) und einem großen RNA-Polymerase-Molekül L (auf dem L-Segment). Weitere 1–2 Nicht-Strukturproteine (NSm und NSs) noch wenig erforschter Funktion werden je nach Gattung auf dem M- oder S-Segment codiert; die Gattung Hantavirus besitzt kein weiteres Nicht-Strukturprotein.

## Biologische Eigenschaften
Diese Viren können sich (mit Ausnahme der Familie Fimoviridae und der Gattung Tospovirus) in Vertebraten und alternativ in Insekten vermehren. Bei der Replikation in Vertebraten-Zellen lösen sie die Zelle auf (cytolytisch) während in Insektenzellen keine oder nur geringe cytopathologische Veränderungen festzustellen sind. Die einzelnen Virusspezies sind sehr eng auf ihren Vertebraten- und Insektenwirt angepasst.
Die verschiedenen Virusspezies werden durch Stechmücken, Zecken, Sandmücken (Gattung Phlebotomus) und andere Insekten als Vektoren übertragen. Für die Hantaviren ist bislang noch kein derartiger Vektor bekannt; bei ihnen ist eine aerogene Übertragung beschrieben und eine nicht cytopathogene Persistenz in Nagetieren als Wirt. Die Gattung Tospovirus nimmt eine Sonderstellung, da sie ausschließlich Pflanzen befallen (ebenso wie die Familie Fimoviridae) und von Fransenflüglern (Thysanoptera) übertragen werden.

## Systematik
2016 wurde die bisherige Familie Bunyaviridae vom International Committee on Taxonomy of Viruses (ICTV) in mehrere Familien (Hantaviridae, Nairoviridae, Peribunyaviridae, Phenuiviridae, Tospoviridae) der damals neu gebildeten Ordnung Bunyavirales geteilt, die auch die Familie Arenaviridae der Arenaviren und weitere kleinere Familien mit einschließt. 
Ende April 2024 wurde diese Ordnung Bunyavirawles aufgeteilt in die beiden Ordnungen Elliovirales und Hareavirales.
Die hier angegebene Systematik stellt den Stand vom 30. April 2024 dar (ehemalige Typusspezies der Familien sind mit ‚(*)‘ markiert. Zu einigen ausgewählten Spezies sind zugehörige Viren beispielhaft ausgeführt.
Ordnung Elliovirales

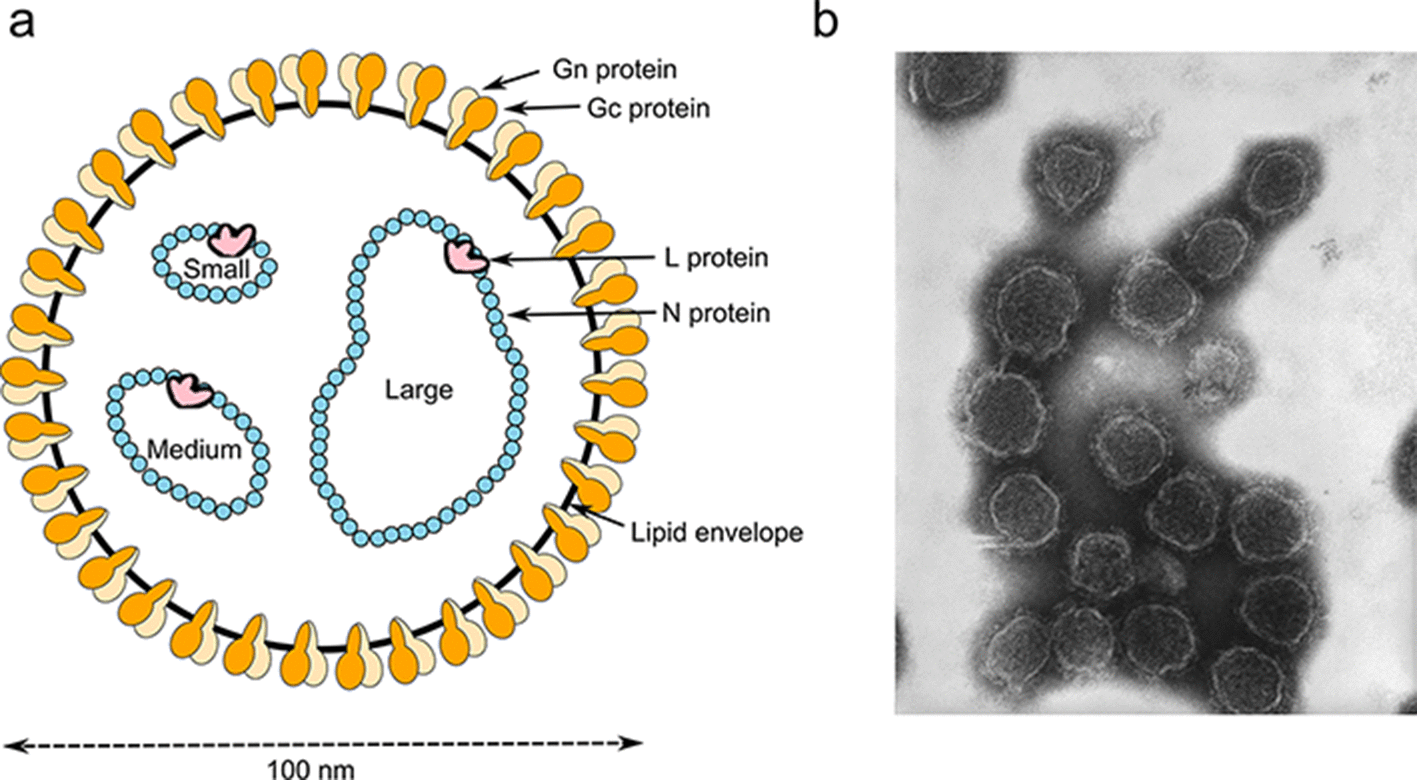
Struktur von Peribunyaviren (links) und TEM-Aufnahme ihres Mitglieds Kalifornien-Enzephalitis-Virus (CEV, rechts)

- Familie Cruliviridae (ursprünglich Lincruviridae)[5]

- Genus Lincruvirus (ursprünglich Portunivirus) mit 1 Spezies:

- Spezies Lincruvirus europense (früher Crustacean lincruvirus, Crab portunivirus, *) mit Wenling crustacean virus 9 (WICV-9) und European shore crab virus 1 alias Carcinus maenas Portunibunyavirus 1 (EscV-1)

- Familie Fimoviridae (Pflanzenviren)

- Genus Emaravirus mit 9 Spezies, darunter:
  - Spezies Feigenmosaicvirus, offiziell Fig mosaic emaravirus
  - Spezies European mountain ash ringspot-associated virus (*)

- Familie Hantaviridae

- Genus Orthohantavirus, vormals Hantavirus, mit 35 Spezies, darunter:
  - Spezies Hantaanvirus, offiziell Hantaan orthohantavirus (*) – natürliche Infektionen vor allem bei Nagetieren, von denen einige auch hämorrhagisches Fieber beim Menschen auslösen können
  - Spezies Sin-Nombre-Virus, offiziell Sin Nombre orthohantavirus – natürliche Infektionen vor allem bei Nagetieren, von denen einige auch hämorrhagisches Fieber beim Menschen auslösen können

- Genus Loanvirus mit 2 Spezies
  - Spezies Longquan loanvirus (*)

- Genus Mobatvirus mit 3 Spezies
  - Spezies Nova mobatvirus (*)

- Genus Thottimvirus mit 2 Spezies
  - Spezies Thottopalayam thottimvirus (*)

- Familie Konkoviridae
  - Genus Olpivirus mit 1 Spezies

- Familie Peribunyaviridae – hier sind die meisten der früher den Bunyaviridae zugerechneten Arten zusammengefasst:

- Genus Herbevirus
- Genus Orthobunyavirus mit 49 Spezies, darunter:
  - Spezies Bunyamwera orthobunyavirus (*)
    - Bunyamwera-Virus (BUNV)
    - Batai-Virus, alias Bunyavirus batai (BATV) – beim Menschen grippeähnliche Symptome und Hautausschläge
    - Cache-Valley-Virus (CVV) bei Schafen

  - Spezies Akabane orthobunyavirus (AkObV)
    - Akabane-Virus (AKAV) – bei Wiederkäuern
    - Sabo-Virus (SABOV)
    - Tinaroo-Virus (TINV)
    - Yaba-7-Virus (Y7V)

  - Spezies Anopheles A orthobunyavirus (AAObV)
    - Anopheles-A-virus (ANAV)

  - Spezies Anopheles B orthobunyavirus (ABObV)
    - Anopheles-B-Virus (ANBV)

  - Spezies California encephalitis orthobunyavirus (ClObV)
    - Kalifornien-Enzephalitis-Virus (en. California encephalitis virus, CEV)
    - Inkoo-Virus (INKV)

  - Spezies Jamestown Canyon orthobunyavirus
    - Jamestown-Canyon-Virus (JCV)

  - Spezies Tahyna orthobunyavirus
    - Tahyna-Virus (TAHV)

  - Spezies Trivittatus orthobunyavirus
    - Trivittatus-Virus (TVTV)

  - Spezies La-Crosse-Enzephalitis-Virus (alias La-Crosse-Virus, LACV)
  - Spezies Melao orthobunyavirus
    - Melao-Virus (en. Melao virus, MELV)

  - Spezies Oropouche orthobunyavirus (OrpObV)
    - Oropouche-Virus (en. Oropouche virus, OROV) (+)

  - Spezies Patois orthobunyavirus (PAObV)
    - Patois-Virus (en. Patois virus, PATV)
    - Shark-River-Virus (SRV)

  - Spezies Sathuperi orthobunyavirus (SaObV)
    - Sathuperi-Virus (SATV)
    - Schmallenberg-Virus (SBV)
    - Douglas-Virus (DOUV)

  - Spezies Shuni orthobunyavirus (ShuObV)
    - Shuni-Virus (SHUV)
    - Aino-Virus (AINOV)
    - Kaikalur-Virus (KAIV)

  - Spezies Tete orthobunyavirus (TeObV)
    - Tete-Virus (TETEV)
    - Bahig-Virus (BAHV)
    - Matruh-Virus (MTRV)
    - Tsuruse-Virus (TTSUV)
    - Weldona-Virus (WELV)

- Genus Shangavirus
  - Spezies Insekten-Shangavirus, offiziell Insect shangavirus (*)

- Familie Phasmaviridae

- Genus Orthophasmavirus mit 5 Spezies, darunter:
  - Spezies Kigluaik-Phantomvirus, offiziell Kigluaik phantom orthophasmavirus (*)

- Genus Feravirus (früher in eigener Familie Feraviridae) mit 1 Spezies:
  - Spezies Ferak-Virus, offiziell Ferak feravirus (*)

- Genus Inshuvirus mit 1 Spezies
  - Spezies Insect inshuvirus (*)

- Genus Jonvirus (früher als Orthojonvirus zu eigener Familie Jonviridae) mit 1 Spezies, darunter:
  - Spezies Jonchet-Virus, offiziell Jonchet jonvirus, veraltet Jonchet orthojonvirus (*)

- Genus Sawastrivirus (früher Wastrivirus), mit Typusspecies Sanxia sawastrivirus
  - Spezies Sanxia wastrivirus (alias Water strider virus 4, SxWSV-4)

- Genus Wuhivirus mit 1 Spezies
  - Spezies Insect wuhivirus (*)

- Familie Tospoviridae (Stand: Frühjahr 2021)

- Genus Orthotospovirus (alias Tospovirus, Pflanzenviren) mit 11 Spezies, darunter:
  - Spezies Iris yellow spot orthotospovirus (alias Iris yellow spot tospovirus)
  - Spezies Zucchini lethal chlorosis orthotospovirus (alias Zucchini lethal chlorosis tospovirus)
  - Spezies Tomatenbronzefleckenvirus, offiziell en. Tomato spotted wilt orthotospovirus, früher Tomato spotted wilt tospovirus (*)

- Familie Tulasviridae

- Genus Orthotulasvirus
- Genus Paratulasvirus

Ordnung Hareavirales
- Familie Arenaviridae – Näheres siehe dort

- Genus Mammarenavirus mit 35 Spezies, darunter:
  - Spezies Lymphozytäre-Choriomeningitis-Virus, offiziell Lymphocytic choriomeningitis mammarenavirus (*)
  - Spezies Lassa-Virus, offiziell Lassa mammarenavirus
  - Spezies Chapare-Virus, offiziell Chapare mammarenavirus
  - Spezies Tacaribe-Virus, offiziell Tacaribe mammarenavirus
  - Spezies Lujo-Virus, offiziell Lujo mammarenavirus

- Genus Hartmanivirus mit 1 Spezies:
  - Spezies Haartman-Institut-Schlangen-Virus, offiziell Haartman hartmanivirus (*)

- Genus Reptarenavirus mit 4 Spezies, darunter:
  - Spezies Universität-Gießen-Virus, offiziell Giessen reptarenavirus
  - Sperzies Schlangen-Reptarenavirus 1, offiziell Golden reptarenavirus (*)

- Familie Discoviridae
  - Genus Orthodiscovirus

- Familie Leishbuviridae
  - Genus Shilevirus

- Familie Mypoviridae

- Genus Hubavirus mit 1 Spezies:
  - Spezies Tausendfüßer-Hubavirus, offiziell Myriapod hubavirus (*), befällt Tausendfüßer (Myriapoda)

- Familie Nairoviridae

- Genus Norwavirus
  - Spezies Norwavirus beijiense

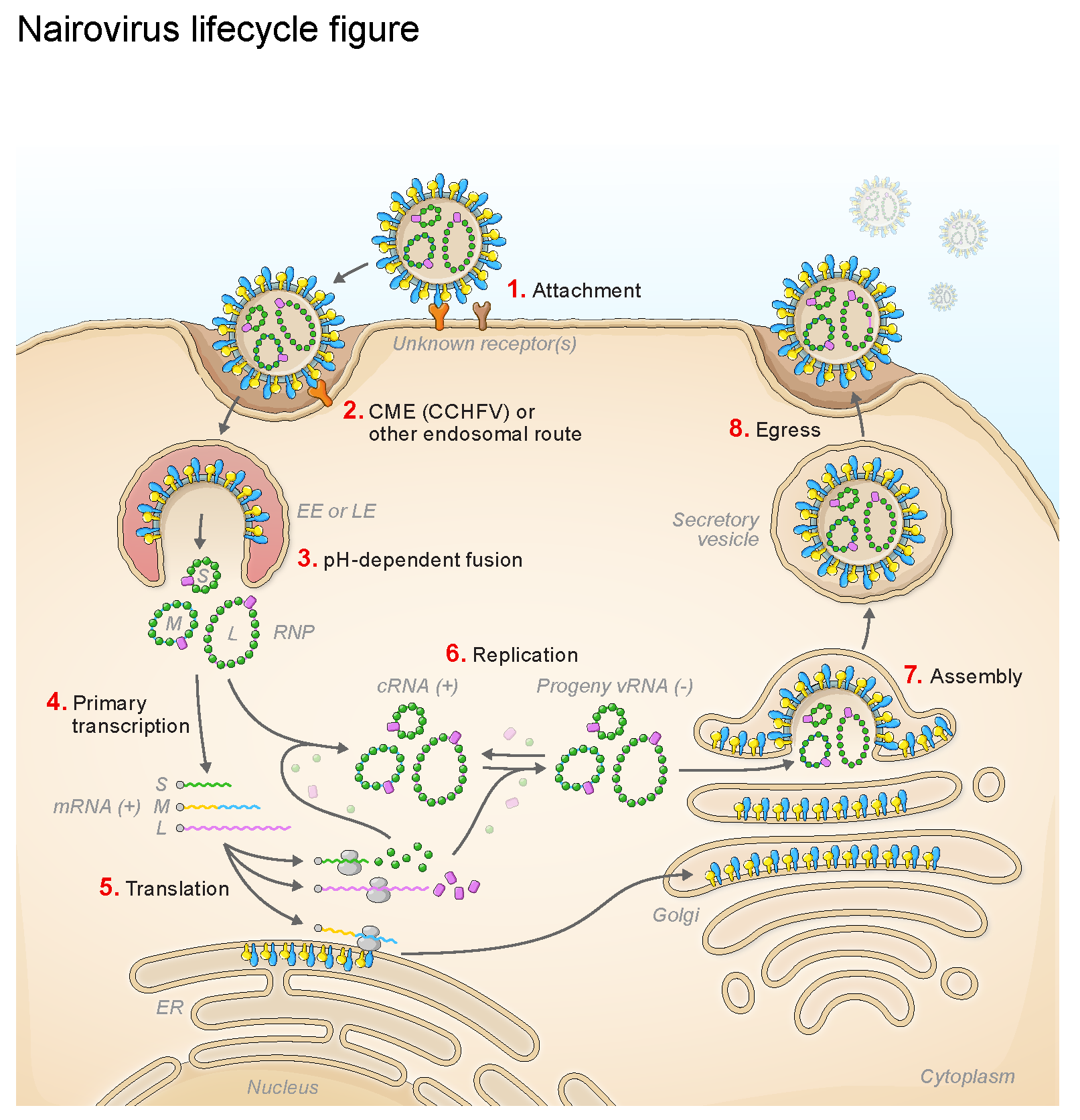
Lebenszyklus der Nairoviridae.
(1) Anheftung des Virions; (2) Aufnahme des Virions; (3) Fusion von Virion und Zellmembran; (4) Transkription ; (5) Translation; (6) Replikation; (7) fertiges Virion.

  - Spezies Norwavirus grotenhoutense

- Genus Ocetevirus

Spezies Ocetevirus paratemnopterygis
- Genus Orthonairovirus, vormals Nairovirus, mit 44 Spezies, darunter:
  - Spezies Dugbe orthonairovirus (*) mit
    - Dugbe-Virus

  - Spezies Orthonairovirus haemorrhagiae mit
    - Krim-Kongo-Hämorrhagisches-Fieber-Virus' (en. Crimean-Congo hemorrhagic fever orthonairovirus, CCHFV oder CCFV) – Krim-Kongo-Fieber

  - Spezies Orthonairovirus hazaraense mit
    - Hazara-Virus (en. Hazara orthonairovirus, HAZV)

  - Spezies Orthonairovirus nairobiense mit
    - Nairobi-sheep-disease-Virus (en. Nairobi sheep disease orthonairovirus, NDSV)

  - Spezies Orthonairovirus qalyubense mit
    - Qalyub-Virus

  - Spezies Orthonairovirus thiaforaense mit
    - Thiafora-Virus (en. Thiafora virus, TFAV)
    - Erve-Virus (en. Erve virus, ERVEV)

- Genus Shabavirus
  - Spezies Sabavirus americanum

- Genus Shaspivirus mit 1 Spezies
  - Spezies Shaspivirus aranei (früher Spider shaspivirus, *) mit
    - Shāyáng spider virus 1

- Genus Striwavirus mit 1 Spezies
  - Spezies Striwavirus sanxiaense (*) mit
    - Sānxiá water strider virus 1

- Genus Xinspivirus
  - Spezies Xinspivirus xinzhouense mit
    - Xīnzhōu spider virus

- Familie Phenuiviridae

- Genus Bandavirus (früher Banyangvirus)
  - Spezies Dabie bandavirus (früher Huaiyangshan banyangvirus)
    - SFTS-Virus (SFTSV)
    - Bhanja-Virus (BHAV)

  - Spezies „Heartland banyangvirus“
    - Heartland-Virus (HRTV)

- Genus Beidivirus mit 1 Spezies
- Genus Goukovirus mit 3 Spezies
- Genus Horwuvirus mit 1 Spezies
- Genus Hudivirus mit 1 Spezies
- Genus Hudovirus mit 1 Spezies
- Genus Mobuvirus mit 1 Spezies
- Genus Phasivirus mit 4 Spezies
- Genus Phlebovirus  mit 10 Spezies, darunter:
  - Spezies Rifttal-Fieber-Virus, offiziell Rift Valley fever phlebovirus (*)
  - Spezies Sandmückenfiebervirus, offiziell Sandfly fever Naples phlebovirus
    - Toscana-Virus

  - Spezies Uukuniemi-Virus, offiziell Uukuniemi phlebovirus

- Genus Pidchovirus mit 1 Spezies
- Genus Tenuivirus mit 6 Spezies
- Genus Wubeivirus mit 2 Spezies

- Familie Wupedeviridae

- Genus Wumivirus mit 1 Spezies:
  - Spezies Doppelfüßer-Wumivirus, offiziell Millipede wumivirus (*), befällt Doppelfüßer (Diplopoda, englisch millipedes)

Dazu kommt Anzahl von Virenspezies, die für die eine dieser oder der früheren Ordnung Bunyavirales vorgeschlagen wurden, aber noch nicht einer Gattung zugeordnet wurden.